# On the Run (OMC)
On the Run is een nummer van de Nieuw-Zeelandse band OMC uit 1996. Het is de derde single van hun enige studioalbum How Bizarre.
Het nummer werd een bescheiden hit in Nieuw-Zeeland, het thuisland van OMC, waar het de 30e positie bereikte. In tegenstelling tot de vorige single How Bizarre, werd "On the Run" buiten Nieuw-Zeeland nergens een hit. De Nederlandse Top 40 of Tipparade werd niet gehaald, terwijl het in de Single Top 100 slechts de 98e positie behaalde. In Vlaanderen was de plaat iets succesvoller met een 7e positie in de tipparade, maar daarmee werd het ook daar geen hit.

## Tracklijst
- Cd-single
- "On the Run" (radioversie) - 3:25

1. "How Bizarre" (akoestisch) - 3:47
2. "On the Run" (Movin' & Groovin'-mix) - 5:36
3. "On the Run" (albummix) - 4:01